# Revolución (película de 1933)
Revolución, también conocida como La sombra de Pancho Villa, es una película mexicana de 1933. Fue dirigida por Miguel Contreras Torres, quien también protagonizó la película. La película trata sobre la Revolución mexicana. Es una de las primeras películas mexicanas que abordó la revolución y la primera película sonora en hacerlo.

## Argumento
Doroteo, un estudiante de ingeniería, está enamorado de Adelita. Sin embargo, el hombre fuerte de la región, Medrano, también desea a la joven y por eso hace a Doroteo preso. Mientras está en la cárcel, su rancho es allanado y quemado. En este ataque matan a la abuela de Doroteo y violan a su hermana. Después de ser liberado, Doroteo participa en la revolución y se une a Pancho Villa. Tras ser derrotado en la Batalla de Celaya, regresa a casa, mata a Medrano y se casa con Adelita. Luego se reincorpora a las tropas revolucionarias.

## Reparto
- Miguel Contreras Torres como Daniel Romero, alias Doroteo Villar.
- Luis G. Barreiro como Canuto, alias Sanguijela.
- Manuel Tamés como Macario, alias Sietevidas.
- Alfredo del Diestro como Medrano.
- Rosita Arriaga como Viuda de Romero.
- Carmen Guerrero como Adelita.
- Sofía Álvarez como Valentina.
- Antonio R. Frausto como Pantaleón.
- Paquita Estrada como María.
- Adalberto Menéndez como Martín.
- Emma Roldán como Curandera.
- Alfonso Sánchez Tello como General villista.
- Ricardo Carti como General villista.
- Ramón Peón como Cantinero.
- Max Langler como Esbirro de Medrano.

## Producción
El propio Miguel Contreras Torres participó en la Revolución mexicana. Luchó en el ejército de Venustiano Carranza. Contreras Torres no solo dirigió y protagonizó la película, también escribió el guion y lo produjo en su propia productora. En Estados Unidos, la película fue distribuida por Columbia Pictures en 1934 sin subtítulos.